# Onufry Tadeusz Mleczko
Onufry Tadeusz Mleczko herbu Korczak (1795 - 1853) – ziemianin, właściciel dóbr w Augustowskiem i w Sochaczewskiem (m.in. Gawłowa), znany działacz gospodarczy, brał udział w konstrukcji Kolei Warszawsko-Wiedeńskiej i Kanału Augustowskiego.